# Stan Boardman
Pour les articles homonymes, voir Boardman.
 (novembre 2023).
La mise en forme du texte ne suit pas les recommandations de Wikipédia : il faut le « wikifier ».
Les points d'amélioration suivants sont les cas les plus fréquents :
- Les titres sont pré-formatés par le logiciel. Ils ne sont ni en capitales, ni en gras.
- Le texte ne doit pas être écrit en capitales (les noms de famille non plus), ni en gras, ni en italique, ni en « petit »…
- Le gras n'est utilisé que pour surligner le titre de l'article dans l'introduction, une seule fois.
- L'italique est rarement utilisé : mots en langue étrangère, titres d'œuvres, noms de bateaux, etc.
- Les citations ne sont pas en italique mais en corps de texte normal. Elles sont entourées par des guillemets français : « et ».
- Les listes à puces sont à éviter, des paragraphes rédigés étant largement préférés. Les tableaux sont à réserver à la présentation de données structurées (résultats, etc.).
- Les appels de note de bas de page (petits chiffres en exposant, introduits par l'outil «  Source ») sont à placer entre la fin de phrase et le point final[comme ça].
- Les liens internes (vers d'autres articles de Wikipédia) sont à choisir avec parcimonie. Créez des liens vers des articles approfondissant le sujet. Les termes génériques sans rapport avec le sujet sont à éviter, ainsi que les répétitions de liens vers un même terme.
- Les liens externes sont à placer uniquement dans une section « Liens externes », à la fin de l'article. Ces liens sont à choisir avec parcimonie suivant les règles définies. Si un lien sert de source à l'article, son insertion dans le texte est à faire par les notes de bas de page.
- La présentation des références doit suivre les conventions bibliographiques. Il est recommandé d'utiliser les modèles {{Ouvrage}}, {{Chapitre}}, {{Article}}, {{Lien web}} et/ou {{Bibliographie}}. Le mode d'édition visuel peut mettre en forme automatiquement les références.
- Insérer une infobox (cadre d'informations à droite) n'est pas obligatoire pour parachever la mise en page.

Pour une aide détaillée, merci de consulter Aide:Wikification.
Si vous pensez que ces points ont été résolus, vous pouvez retirer ce bandeau et améliorer la mise en forme d'un autre article.
 (novembre 2023).
Le contenu est difficilement compréhensible vu les erreurs de traduction, qui sont peut-être dues à l'utilisation d'un logiciel de traduction automatique.
Stanley Boardman, né le 7 décembre 1937, est un comédien anglais.

## Biographie
Boardman est évacué avec sa famille vers Wrexham pendant la Seconde Guerre mondiale, et après que la famille soit retournée dans leur maison du Merseyside pensant à tort que la région avait échappé aux bombes allemandes, son frère aîné Tommy est tué dans un bombardement.
Il est un footballeur passionné dans sa jeunesse et est apprenti au Liverpool FC. Il signe pour Tranmere Rovers à l'adolescence.
Boardman dirige une entreprise de transport avant de remporter un concours de talents dans un camp de vacances et de se lancer dans la télévision sur "Opportunity Knocks" et "The Comedians",.
Boardman est connu pour ses blagues antiallemandes, en affirmant que « les Allemands ont bombardé notre chippy » pendant la Seconde Guerre mondiale.
Son implication ultérieure dans le football comprend son invitation par Ron Atkinson à divertir ses joueurs de Sheffield Wednesday et d'Aston Villa avant les finales de la Coupe de la Ligue en 1991 et 1994.

## Controverses
Un incident survenu lors d'une édition en direct de Des O'Connor Tonight sur la Tamise au milieu des années 1980 a gagné en publicité. Une plaisanterie – sur les souvenirs de la Seconde Guerre mondiale d'un pilote polonais qui volait dans la Royal Air Force  – faisait jouer le mot "focke", en référence aux avions allemands Focke-Wulf.
Le style comique de Boardman a suscité plusieurs controverses ; après avoir raconté des blagues racistes lors d'un dîner de remise des prix du joueur de l'année à Leeds United en 2002 (des mois après que deux joueurs de Leeds aient été arrêtés pour avoir agressé un étudiant asiatique), le club a retenu ses honoraires, qualifiant son acte de "inapproprié et inacceptable", l' interdisant de jouer au club à l'avenir.  Cela a conduit à l'annulation d'une apparition prévue à un événement de Leicester City.

## Autres apparitions
En juin 2006, il obtient un succès avec " Stan's World Cup Song ", qui atteint la 15e place du UK Singles Chart.
Le comédien Peter Kay écrit à son sujet dans sa deuxième autobiographie Saturday Night Peter ; il y décrit ses débuts sur le circuit de la comédie et sa présence à l'affiche avec Boardman qui à l'époque avait le surnom de Stan "The German Fokker" Boardman.
En juin 2009, Boardman est apparu dans Celebrity Wife Swap  et en octobre 2011, il est apparu avec sa fille, Andrea Boardman , dans la version célébrité de Coach Trip.